# Gendringen
Gendringen è una località dei Paesi Bassi di 20 764 abitanti situata nella municipalità di Oude IJsselstreek, nella provincia della Gheldria.

## Storia
Fino al 1º gennaio 2005 ha costituito un comune autonomo, per poi fondersi con Wisch nel nuovo comune di Oude IJsselstreek, di cui è la sede municipale ed il centro più popoloso.

## Geografia fisica
Il comune era composto da 7 frazioni più il capoluogo: Breedenbroek, Etten, Gendringen, Megchelen, Netterden, Ulft, Varsselder e Voorst